# Munchhausen por Internet
Munchausen por Internet es un patrón de comportamiento emparentado al síndrome de Munchausen (un desorden facticio psiquiátrico en el que aquellos afectados fingen enfermedades o traumas psicológicos para atraer la atención, simpatía o ganar seguridad en sí mismos),  en el que usuarios de Internet, buscan atención fingiendo enfermedades en sitios en línea tales como chats, plataformas de mensajes o Internet Relay Chat (IRC). Ha sido descrito en la literatura médica como una manifestación de desorden facticio o desorden facticio por proxy. Reportes de usuarios que engañan a los integrantes de fórums en Internet que se retratan a sí mismos como gravemente enfermos o víctimas de violencia, aparecieron por primera vez alrededor del año 1990 debido a la relativa novedad de las comunicaciones por Internet. El patrón fue identificado en 1998 por el psiquiatra Marc Feldman, quien acuñó el término “Münchausen por Internet” en el año 2000. Sin embargo, no está incluido en la quinta revisión del Manual Diagnóstico y Estadístico de los Trastornos Mentales (DSM-5).
El desarrollo de trastornos facticios, en lugares cibernéticos, se hace más fácil por la disponibilidad de literatura médica en Internet, la anónima y maleable naturaleza de identidades cibernéticas y por la existencia de fórums de comunicación establecidos con el único propósito de dar apoyo a los miembros que enfrentan serios problemas psicológicos o de salud. Varios casos de alto perfil han demostrado patrones de comportamiento que son comunes entre las personas que se hacen pasar por enfermo de gravedad o víctimas de violencia o cuyas muertes se anuncian en los foros en línea. Tanto las comunidades virtuales que se crearon para dar apoyo, como las comunidades no médicas, generalmente expresan simpatía o dolo hacia las víctimas. Cuando se sospecha de los engaños o incluso se confirman, la discusión puede crear separaciones en la comunidad virtual, destruir algunas y alterar la confianza de los miembros en otras.

## Características
El término “Munchausen por Internet” fue por primera vez utilizado en un artículo publicado en el Southern Medical Journal, por Marc Feldman, en el año 2000. Feldman, profesor clínico de psiquiatría en la Universidad de Alabama en Birmingham, dio un nombre al fenómeno en 2000, pero fue coautor de un artículo sobre el tema dos años antes en el Western Journal of Medicine usando la descripción "desorden facticio virtual". Los trastornos facticios se describen en el Manual Diagnóstico y Estadístico de los Trastornos Mentales: DSM-IV-TR (DSM) como trastornos psicológicos que implican la producción de dolencias físicas o psicológicas inexistentes para ganar simpatía. Estas enfermedades son una simulación no para obtener beneficios económicos o para evitar situaciones incómodas, si no para atraer la compasión o para controlar a los demás. La manifestación crónica de trastorno ficticio es a menudo llamado síndrome Munchausen, por un libro sobre las exageradas aventuras del Baron Munchausen un oficial de caballería alemana en el ejército ruso, que fue escrito por Rudolf Erich Raspe. Cuando los síntomas de otra persona, como un niño o un padre anciano, se inducen intencionadamente por el cuidador, se llama trastorno facticio por poder, o síndrome de Munchausen por poder.
Feldman señaló que la llegada de grupos de apoyo en línea, junto con el acceso a grandes cantidades de almacenamiento de información médica, permiten a los individuos que intentan ganar simpatía relacionando una serie de problemas médicos o psicológicos desgarradores que desafían la comprensión de abusar de los grupos. Se establecieron foros de comunicación especializadas en la recuperación médica o psicológica para dar soporte a los usuarios en la navegación, confundiendo y frustrando regularmente los procesos médicos y burocráticos. Con frecuencia las comunidades formadas en esos foros, tenían como objetivo el compartir información para ayudar a los demás miembros. Sitios web médicos también se hicieron comunes, dando a los usuarios acceso a la literatura de tal manera que era accesible a las personas sin formación médica específica. A medida que la comunicación de Internet creció en popularidad, los usuarios comenzaron a renunciar a los médicos y hospitales para obtener asesoramiento en comunidades virtuales que tienen experiencia con un problema médico, ya que eso les es más fácil que pasar por el dolor físico o enfermedad que sería necesaria antes de visitar a un médico para obtener la atención buscada, señala Feldman. 
Pretendiendo estar gravemente enfermos, los usuarios de Internet pueden ganar simpatía de un grupo cuya única razón de su existencia es dar apoyo. Profesionales de la salud, con su limitado tiempo, mayor conocimiento y la tendencia a ser más escépticos en sus diagnósticos, pueden ser menos propensos a dar ese tipo de apoyo.

## Patrones de comportamiento
Las personas que demuestran trastornos facticios, a menudo dicen que tienen dolencias físicas o estar recuperándose del acoso, la victimización y el abuso sexual. Se presentan varios comportamientos para destacar factores más allá de problemas verídicos. Después de estudiar 21 casos de engaño, Feldman enumeró los comportamientos comunes en las personas que exhibieron Munchausen por Internet:
- La literatura médica de los sitios web o libros de texto a menudo se repite o se discutida en gran detalle.
- La duración y gravedad de las dolencias físicas crea conflictos con el comportamiento del usuario. Feldman utiliza el ejemplo de alguien que ha publicado con considerable detalle acerca de estar en estado de shock séptico, cuando tal posibilidad es extremadamente baja.
- Los síntomas de dolencias pueden ser exageradas, y pueden corresponder a una mala interpretación del usuario a cerca de la naturaleza de una enfermedad.
- Situaciones graves y pronósticos cada vez más críticos, se intercalan con las recuperaciones "milagrosas".
- Con el tiempo, los mensajes del usuario revelan información o afirmaciones que son inverosímiles o contradictorias: por ejemplo, otros usuarios de un foro pueden encontrar que un usuario ha estado divulgando información contradictoria sobre la ocurrencia o la duración de las visitas al hospital.
- Cuando disminuye la atención y simpatía hacia otros miembros del grupo, un usuario puede anunciar que otros eventos graves han ocurrido, incluyendo la enfermedad o muerte de un familiar cercano.
- Cuando se enfrenta a expresiones insuficientes de atención o simpatía, un miembro del foro afirma esto como una causa de que los síntomas empeoran o no mejoran.
- Un usuario se resiste al contacto más allá de Internet, ya sea por teléfono o visita personal, a menudo alegando razones extrañas para no ser capaz de aceptar tal contacto.
- Otras emergencias se describen con una felicidad inapropiada, diseñadas para reunir reacciones inmediatas.
- Los mensajes de miembros de otros foros exhiben estilos idénticos de escritura, errores ortográficos, e idiosincrasia del lenguaje, lo que sugiere que el usuario ha creado identidades ficticias para mover la conversación en su dirección.[1]

## Causas
Feldman ha admitido en varias entrevistas que ha sido víctima de personas que le envían correos electrónicos explicando síntomas psiquiátricos, solo para divulgar con el tiempo que han creado todo eso para engañar a un médico. Para casos prolongados, afirma que el ímpetu para este tipo de comportamiento es el "anhelo de la crianza, la simpatía, la atención y la preocupación que se sienten incapaces de conseguir de manera apropiada", y que la admiración de los miembros del foro es una fuerte motivación para continuar. A medida que la manipulación es parte integral de la mayoría de los casos, la necesidad de controlar a los demás para sentir como si el autor estuviera en control de su propia vida es evidente, como lo es la existencia de los trastornos de la personalidad subyacentes. Muchas personas que presentan trastornos facticios anhelan simpatía y apoyo, pues en su infancia no hubo ninguno de los dos. En un artículo publicado en The Village Voice en 2001, una mujer tras recuperarse de un trastorno facticio recuerda su impulso para crear condiciones que no existían: "Cuando hacía algo para atraer a los paramédicos y a la policía, me daba una descarga de adrenalina. Creo me hice adicta a ella. En ese momento, no se me ocurría qué le estaba haciendo a nadie más que a mí." Un psicólogo que era un miembro del grupo de apoyo para los bebés prematuros indica en el artículo del New York Times," Las personas que hacen esto necesitan algo. Me pregunto si se trata de una metáfora de alguna otra pérdida que experimentó y se está repitiendo una y otra vez en diferentes formas".
Feldman informa que la mayoría de los casos de Munchausen por internet que se le haya informado provienen de Estados Unidos, a pesar de que haya correspondido con miembros de foro haciendo preguntas de Australia, Canadá, Nueva Zelanda y el Reino Unido. Feldman informa de manifestaciones paralelas de trastorno ficticio, con un pico de entre los 20 y 30 años de una persona.
En un artículo publicado en The Guardian, Steve Jones, profesor de comunicaciones en la Universidad de Illinois en Chicago, dio su punto de vista sobre el caso Kaycee Nicole. Jones acredita al anonimato del Internet para obstaculizar las capacidades de las personas para darse cuenta cuando alguien está mintiendo: "Teniendo en cuenta la mutabilidad de la identidad, ¿Cómo vamos a negociar las relaciones sociales que, al menos en el ámbito de la comunicación cara a cara, han sido fijadas por el reconocimiento de la identidad?" La interacción en línea solo ha sido posible desde la década de los 80s, creciendo constantemente a lo largo de los años. Tras analizar varios casos de engaño e interacción en línea, los teóricos sociales Adam Joinson y Beth Dietz-Uhler, escriben en el 2002 un artículo en Social Science Computer Review manifestando que el engaño en Internet es una paradoja: la naturaleza sin rostro de las comunicaciones en línea no solo le da la oportunidad a las personas que buscan atención sin escrúpulos, sino que también permite a los usuarios serios expresarse más libremente, obteniendo una versión más real de sí mismos. Por lo general, el engaño de Internet toma la forma de enmascaramiento de género o de la presentación de la imagen idealizada de uno mismo. Joinson y Dietz-Uhler citan un capítulo en Network and Netplay, en el que los investigadores señalan que el propósito de algunos foros es permitir a sus miembros participar en una especie de fiesta en línea, permitiéndoles la oportunidad de fingir y actuar: "El tipo de juego en el Internet está generalmente permitido sólo en niños o adultos durante bailes o carnavales enmascarados." Las cuestiones más prácticas, tales como la edad, ubicación, estado civil y ocupación también se cambian con frecuencia en línea, o simplemente no se especifican para preservar la privacidad de los usuarios o continuar el juego de identidad.

## Casos destacados
El artículo de Feldman en el Diario de Medicina Occidental fue elegido por The New York Times en una historia de Denise Grady, quien describió tres casos de miembros del foro de Internet que eran “incorregiblemente farsantes”. Estos incluyen una mujer con un trastorno profeso alimenticio que escribió a un grupo de apoyo diciendo que estaba llamando desde una unidad de cuidados intensivos a través de su ordenador portátil,  y afirmó que había tenido un derrame cerebral mientras estaba en línea, seguido de las publicaciones de su madre declarando que ella también debía ser hospitalizada; y el padre del publicador original, supuestamente continuó con la actualización en línea del grupo. En otro ejemplo, una adolescente que frecuentaba un foro para las madres con bebés prematuros —algunas de los cuales había tenido que soportar procedimientos médicos largos, costosos, dolorosos, o incluso la muerte de sus infantes —, afirmó haber dado a luz a un bebé prematuro y expresó sus temores por su propio hijo, después de lo cual se contó con el apoyo y la simpatía del grupo de 400 miembros. Posteriormente la adolescente publicó al grupo que su bebé había muerto. Poco después regresó al foro para anunciar que estaba nuevamente embarazada y temía por su bebé prematuro, intento que resultó ser más débil en esta ocasión que en la primera. Los miembros del foro con el tiempo se tornaron poco comprensivos con sus vívidas descripciones de las cirugías y sus confrontaciones. Grady también menciona una confrontación similar que se produjo cuando un hombre que decía ser un monje con cáncer en fase terminal. Éste registraba largas descripciones de las pruebas y luchas que enfrentaba solo ante la muerte. Finalmente, despertó las sospechas de los miembros del foro que no estaban convencidos de que alguien tan enfermo podría responder con tanta vitalidad.
Algunos engaños pueden tomar muchos meses para ser descubiertos, como un caso que duró más de un año con la participación de un niño de 15 años de edad, participando en un grupo de apoyo en línea para las personas con debilitantes dolores de cabeza por migraña. Algunos de los miembros del grupo habían estado en la pensión de invalidez o pasado por regímenes fármacos durante años sin ningún resultado. El niño representó a su madre como sorda y su padre como un alcohólico, y reportó convulsiones y la hemofilia como las condiciones de complicación. Sin embargo, también afirma que es un estudiante de medicina y baterista en una banda. La atención del foro se dirigía constantemente al niño, especialmente cuando algunos miembros expresaron dudas acerca de su historia. La madre del niño —previamente señalada por él como una negligente— inició sesión para publicar que las preguntas sobre sus condiciones empeorarían las mismas; cuando las preguntas no cesaban, abandonó el grupo, diciendo que la atmósfera había violado "el espíritu de la Internet".
Lugares de Internet sin relación a problemas médicos también han sido la audiencia para estos casos. Un miembro de un club de fanes en línea para el musical Rent divulgó numerosas enfermedades que la llevó a entrar y salir del coma, lo que llevó a algunos miembros del reparto enviar tarjetas de simpatía. Cuando otros miembros del club de fanes expresaron su preocupación, incluso comprando boletos de avión para ir a visitarla, ella informó de que había mejorado repentinamente.
De 1999 a 2001, un ama de casa de 40 años de edad, llamada Debbie Swenson perpetuó un truco bajo la identidad Kaycee Nicole —una mujer de 19 años de edad, de Kansas— compartió los detalles de sus batallas con leucemia en línea. El periódico The Guardian informó que millones de usuarios de Internet leyeron el blog ficticio, así como el de Swenson, en la que se hizo pasar por la madre de Kaycee Nicole, que describe los ensayos de vivir con una hija inteligente y optimista que se estaba muriendo. El 16 de mayo de 2001, la muerte de Kaycee Nicole por aneurisma se anunció, sorprendiendo a sus lectores y dejando un intenso dolor. Pronto, sin embargo, Swenson causó escepticismo en comunidades en línea. Aunque muchas tarjetas y regalos habían sido enviados previamente, se negó a aceptar más. La gente empezó a enterarse de que nadie con el nombre Kaycee Nicole había vivido en Kansas, no había sido inscrita en las escuelas, entrado a admisión a hospitales locales, y ningún obituario había sido impreso. La foto que representa la niña se encontró que era la de una jugadora de baloncesto de Gracemont, Oklahoma, que estaba viva. Después de repetidos interrogatorios, Swenson publicó que ella había entrelazado las historias de tres pacientes con cáncer para crear el personaje de Kaycee Nicole, que nunca había existido.

## Descubrimiento e impacto en la comunidad en línea
Los miembros del foro cuyos engaños son descubiertos por grupos de apoyo, quedan censurados con frecuencia de tales comunidades  —a veces después de exigir a los administradores del sitio hacerlo— y se mueven a otros sitios web para mostrar otras dolencias. Denise Grady señaló en The New York Times que la mujer con el trastorno de alimentación se trasladó a un grupo cibernético de sobrevivientes de abuso sexual y después a otro en el que afirma que está muriendo de SIDA. Un artículo de The Weekend Australian destacó un ejemplo de esto en 2003: una mujer en Londres admitió que pertenecía a foros de soporte en línea dedicados a ayudar a los miembros a hacer frente a las migrañas, duelo por los niños muertos, y al cáncer de mama, todo al mismo tiempo. Ella le dijo a un psiquiatra que iba a estudiar una enfermedad específica y, posteriormente, presentarse a sí misma con esos síntomas; su tiempo en cada foro seguía una programación diaria. Otros desaparecen y simplemente dejar de publicar, como el monje que afirmaba tener cáncer.
Cuando nos enfrentamos a inexactitudes o incoherencias, los que son sospechosos de perpetrar fabricaciones pueden agravar el engaño al acusar a los miembros del foro de imponer mayores tensiones sobre ellos, lo que agrava sus condiciones, o empeoramiento de su depresión. Los usuarios pueden utilizar las identidades en línea sockpuppets-separadas, controladas por la misma persona a acusar a otros miembros del foro de la deslealtad y la persecución, o apoyar el usuario que está bajo sospecha. El artículo de Feldman de 1998 en The Western Journal of Medicine, señala un caso en el que un miembro de un grupo de apoyo para personas con síndrome de fatiga crónica creó un marido, cuñada, y amigo de la familia que a la vez participa en discusiones con y sobre el miembro original. Cuando la cantidad de la atención dirigida hacia el miembro original se hizo insuficiente, se afirmó que la cuñada, se suicidó en respuesta a la falta de apoyo.
Otros portadores del síndrome de Munchausen por Internet sugieren que su mentira en realidad puede ayudar a los miembros del grupo, como un miembro de un foro de fanes de Harry Potter que publicó tras el descubrimiento de que ella no había muerto de tuberculosis. "Después de darme cuenta del efecto que tuvo, en las personas, mi valentía sobre la enfermedad, lo usé como un vehículo para tratar de conseguir que algunos de los tontos niños “emo” [en el foro] se animaran y que se dieran cuenta de que en realidad no la tenían tan mal ... la mentira fue digna de algo, no es así? ¿Qué tan grave es una mentira si ayuda?"
Debido a que no se intercambia dinero y a que la ley rara vez se viola, hay pocos recursos legales a tomar en cuenta sobre el descubrimiento de alguien fingiendo una enfermedad. Sin embargo, un participante en un grupo de apoyo en línea de 7,000 miembros, presentó una demanda contra un sitio web por lenguaje difamatorio en 2005. La demanda siguió una fuerte discusión en el sitio web sobre sus nefastos predicamentos y crisis relacionada, los cuales parecían contradecir al conocimiento médico y a sus propias cuentas. La demanda fue retirada después de que el juez permitiera el examen cruzado de los antecedentes médicos del demandante.
Dichas situaciones dramáticas a menudo polarizan las comunidades en línea. Muchos miembros sienten vergüenza por creer mentiras elaboradas, mientras que otros se mantienen firmes partidarios. Los miembros que reconocen fingir sus condiciones, a menudo responden al implicar a la credulidad de los miembros del foro, lo que sugiere que es su propia culpa por ser engañado. Feldman admite que un elemento de sadismo puede estar presente en algunos de los abusos más graves de confianza. Pam Cohen, una consejera de pena que fue testigo en la efusión de la emoción de Kaycee Nicole, comparó la devastación personal resultado de la preocupación genuina, la simpatía y el apoyo que los miembros del foro le daban a la niña de 19 y a su madre, solo para descubrir que nada de esto era cierto ante la "violación emocional". Adam Joinson y Beth Dietz-Uhler, en Social Science Computer Review, se refieren a engaños perpetrados en algunos foros —específicamente IRC y multi-user dungeons— y declararon que el enmascaramiento es tan común que se espera que haya engaños, y sus autores son incluso elogiados en ciertas ocasiones por dichas creaciones tan realistas.
Otros perpetuadores reaccionan emitiendo acusaciones generales de falta de honradez a todo el mundo tras la exposición de tales fabricaciones. Los grupos de apoyo a sí mismos, a menudo prohíben la discusión sobre el autor fraudulento, con el fin de evitar una mayor discusión y negatividad. Muchos foros no se recuperan, sino que se dañan o dejan de funcionar. En 2004, los miembros del servicio de alojamiento de blogs LiveJournal establecieron un foro dedicado a la investigación de casos de miembros moribundos en las comunidades en línea, a veces mientras éstos están en línea. El escritor Howard Swain se refirió a las muertes en línea como “pseuicides” en Wired.com. La revista New Zealand PC World Magazine, llama al Munchausen por Internet "cybermunch", y a aquellos que pretendieron o se hicieron pasar por otros, "cybermunchers". En el 2007, The Live Journal informó que de las muertes reportadas a ellos, aproximadamente el 10% eran reales.